# A Garfield Christmas
A Garfield Christmas is de zesde halfuur durende tv-special gebaseerd op de strip Garfield, en de tweede feestdag special over Garfield. De special verscheen in 1987 en is tegenwoordig beschikbaar op de dvd Garfield: Holiday Celebrations.
Deze Garfield-special werd al snel een vast onderdeel van de televisie-uitzendingen rond kerst. Tot ver in de jaren 90 werd de special elke kerst minstens één keer uitgezonden.
In deze special maakten Jons familieleden zoals Pa, Ma, Doc Boy en Jons oma hun televisiedebuut.

## Samenvatting
Op kerstavond rijden Jon, Garfield en Odie naar het platteland om Kerstmis te vieren met Jons familie op de boerderij. Hier leren we Jons rare familie kennen: de altijd eten kokende Ma, de harde werker Pa, Jons kattenkwaad uithalende broer Doc Boy en Jons stoere oma. Ondertussen werkt Odie aan iets geheimzinnigs.
Garfield ontwikkelt al snel een hechte band met Jons oma. Die nacht ontdekt hij Odies geheimzinnige gedrag en volgt hem naar de schuur waar hij een paar oude brieven vindt. De volgende dag is het Kerstmis en net als het erop lijkt dat alle cadeaus zijn uitgepakt, geeft Garfield oma de brieven die hij vond. Het zijn brieven geschreven door haar inmiddels overleden echtgenoot uit de tijd toen ze elkaar nog maar net kenden. Garfield ontdekt ook waar Odie mee bezig was: een zelfgemaakte rugkrabber voor Garfield.

## Liedjes inA Garfield Christmas
- Gimme, Gimme, Gimme, Gimme door Lou Rawls
- Can't Wait Till Christmas door Thom Huge en Lorenzo Music
- Christmas in Your Heart door ensemble en Desirée Goyette
- You Can Never Find an Elf When You Need One door Lou Rawls en Desirée Goyette
- A Good Old-Fashioned Christmas (ending song) door ensemble

## Stemacteurs
| Acteur             | Personage            |
| ------------------ | -------------------- |
| Lorenzo Music      | Garfield             |
| Thom Huge          | Jon Arbuckle         |
| Gregg Berger       | Odie                 |
| Pat Harrington Jr. | vader Arbuckle       |
| Julie Payne        | moeder Arbuckle      |
| David Lander       | Boy Arbuckle         |
| Pat Carroll        | grootmoeder Arbuckle |